# Zond 3
Zond-3 – radziecka sonda kosmiczna (typu 3MW-4), która przeleciała obok Księżyca i wykonała 25 jego zdjęć oraz przeprowadziła szereg badań naukowych. Obiekt serii Zond wysłany w charakterze tzw. próbnika technicznego, służącego przede wszystkim do wypróbowania aparatury, metod i koncepcji, i w zasadzie nie przeznaczony do realizacji określonych misji naukowych.

## Budowa i wyposażenie sondy
Sonda była prawie identyczna jak Zond 2. Oprócz aparatury naukowej na pokładzie znajdowało się urządzenie fototelewizyjne z automatyczną obróbką błony (odległość ogniskowa obiektywu 106,4 mm, szerokość błony 23 mm, liczba linii przekazywanych obrazów telewizyjnych 1100, możliwość przekazywania obrazów na odległość setek mln km). Charakterystyczną cechą tych obiektów (Zond 1, Zond 2 i 3) była dwuczęściowa budowa. W istocie składały się one z dwóch zasadniczych próżnioszczelnych członów: orbitalnego i planetarnego.

## Przebieg misji
Start sondy nastąpił w dniu 18 lipca 1965 roku z kosmodromu Bajkonur w Kazachstanie.
20 lipca 1965 roku w czasie przelotu sondy obok Księżyca w odległości 11 570–9220–9960 km (między godzinami 01:24 i 02:23 UTC) umieszczone w niej urządzenia fotograficzne uzyskały 25 obrazów odwrotnej strony Księżyca o bardzo dobrej jakości. Kolejne fotografie wykonywane były co 135 sekund. Ekspozycja fotografii trwała 1/100 lub 1/300 sekundy. Obserwacją objęty został przede wszystkim obszar dotychczas zupełnie niezbadany. Łącznie sfotografowano 19 mln km² powierzchni Księżyca, z czego ponad 10 mln km² nie sfotografowanych przez sondę Łuna 3. Przekaz obrazów na Ziemię rozpoczął się 29 lipca 1965 roku, gdy sonda była oddalona od Ziemi o 2,2 mln km. Przekazywanie każdego obrazu trwało 34 minuty. Obrazy te ponownie przesłano w dniu 23 października 1965 roku, gdy sonda znajdowała się w odległości 31,5 mln km od Ziemi. Powtórnie przesłane obrazy miały bardzo dobrą jakość. Na uzyskanych zdjęciach zidentyfikowano ponad 1000 kraterów. Ponad 600 z nich miało średnicę od 5 do 20 km, około 200 – średnice od 20 do 50 km, a tylko kilkanaście – średnice przekraczające 100 km. Wiele z tych obiektów (nawet stosunkowo niewielkich) otoczonych jest jasnymi plamami i smugami. Najciekawsze odkrycie to stwierdzenie, że nieliczne obiekty o charakterze mórz na odwrotnej stronie Księżyca są niewielkie i różnią się wyglądem od mórz znajdujących się na widocznej z Ziemi stronie Księżyca. Mają one nieckowaty kształt, tarasowo wznoszące się partie zewnętrzne, a co najważniejsze nie są równinne, a pokryte kraterami. Wyraźnie widać, że ich dna nie zostały zapełnione i wyrównane przez magmę. Charakterystyczną cechą drugiej strony Księżyca są długie łańcuchy kraterów. Jeden z nich ma długość ponad 100 km.
Sonda Zond 3 wyposażona była w spektrometr do obserwacji promieniowania ultrafioletowego. Urządzenie to dostarczyło 15 spektrogramów niewidocznej strony Księżyca, obejmujących promieniowanie w zakresie długości fali od 1900 do 2750 A. Okazało się, że powierzchnia Księżyca bardzo słabo promieniuje.
Po przejściu w pobliżu Księżyca sonda kontynuowała badania przestrzeni kosmicznej, poruszając się po orbicie wokół Słońca.